# آزبالدستون
آزبالدستون (به انگلیسی: Osbaldeston) یک روستا و محله مدنی در بریتانیا است که در Ribble Valley واقع شده‌است. آزبالدستون ۱۸۵ نفر جمعیت دارد.